# Province de Buzen
Pour les articles homonymes, voir Buzen.
Buzen (豊前国 ; -no kuni) est une ancienne province du Japon qui se situait sur l'île de Kyūshū, dans l'actuelle préfecture de Fukuoka.
Les ruines de l'ancienne capitale de la province ont été trouvées près de la ville de Toyotsu. Une autre ville importante de la province était la ville de Kokura.
Après l'abolition du système féodal en 1871, la province est devenue la préfecture de Kokura. Cette préfecture a été absorbée quatre ans plus tard par la préfecture de Fukuoka.